# 軍服 (満洲国)
この記事では、1932年から1945年まで存在した満洲国における軍服について述べる。

## 概要
満洲国軍は建軍当初、従来から満洲に所在していた東北軍（旧奉天派軍閥）や各省の警察隊・自衛団、また半徴兵的に集められた者など、種々雑多な人員で構成されていた。従って、着用する軍服も各部隊まちまちであった。
そこで、軍政部では「人心ヲ新ニ」し、「匪群トノ識別ヲ容易」にするため、まず陸軍の統一的な服制を大同元年末(後述)に公布、施行するに至った。
また、帝政移行後の康徳2年3月5日に、勅令第10号により「海軍服制」が制定された。

## 陸軍
陸軍の軍服は、旧日本陸軍の影響が比較的強かった奉天派軍閥のものを引き継ぎつつ、日本陸軍の要素を取り入れた「陸軍服制」が大同元年12月28日軍令第9号によって制定され、以後の服制の基礎となった。
上衣は詰襟で、シングルの5つボタン。物入れは、軍官及び軍佐（将校相当官）は胸部と腰部左右に2つずつ。軍士・佐士(下士官相当官)及び兵は胸部の左右に2つと、日本陸軍のそれと同様であるが、初期の国民革命軍の軍服に見られるような形状の張り付け型物入れである点が異なる。また、軍士兵の上衣には裾のサイドベンツがない。

五芒星帽章

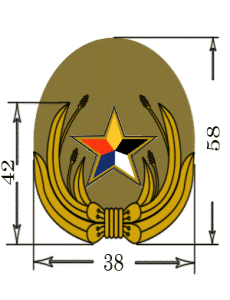
康徳2年8月2日制定 憲兵用帽章

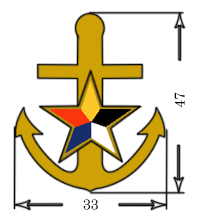
康徳7年8月29日制定 江上軍に属する軍人の帽章

襟章の色は、日本陸軍に準じて定められた兵科ごとの定色と定められた。
その後、康徳8年（1941年）10月に兵科が廃止されたことに伴って服制改正が行われ、憲兵（憲兵のみは独自の兵種として存続した）と各部以外は襟章を付さないこととされ、更に全ての軍人に円形の台地に五色星章を付した胸章を付すこととした。
また、参謀の職も襟部徽章で表示されるため、陸軍において飾緒は将官・同相当官の礼服用以外には存在しない。
軍士兵のズボン（袴）は、当初は徒歩者用のストレートズボン(長袴)と乗馬者用の乗馬ズボン（短袴）とがあったが、康徳4年（1937年）5月の服制改正により、日本陸軍に先がけて短袴式に統一された。
軍帽は、当初は官帽型のもののみ制定されたが、康徳4年5月の服制改正により、俗に「平原帽」といわれる「第二種軍帽」が将校・将校相当官用の略帽及び軍士兵用の軍帽として制定され、従来の官帽型のものは「第一種軍帽」とされた。従って、この改正によって規程上は軍士兵用の官帽形軍帽が姿を消した。
帽章は五芒星型で、満洲国の国旗同様黄・黒・白・青・赤の五色の七宝細工を施されたものが使用された。翊衛軍・禁衛隊に所属する者は星章の周りに高粱模様が付されたほか、康徳2年（1935年）8月の服制改正により、憲兵の帽章にも翊衛軍・禁衛隊と異なった意匠の高粱模様が付された。また、海軍が康徳5年（1938年）11月に江上軍として陸軍に編入されたことに伴い、康徳7年（1940年）8月の服制改正によって、江上軍に属する軍人の帽章は錨が下に敷かれた五色星章とされた。
装具については、巻脚絆や襟布など一部に仕様書が制定されてこそいたが、鹵獲品や旧軍閥時代の物などが雑多に使用されていた。
その後、軍の補給生産体制の整備に伴い、康徳5年1月に各種装具や寝具、腕章等の制式が定められた。制式は概ね日本陸軍に近いが、作業衣の形状や軍士兵用巻脚絆の地質、背嚢の形状、臂章の色などに差異がある。
また、精勤章は黄色の山形である（日本陸軍は緋色）。
礼服は、大同3年(1934年)1月の服制改正により軍官・軍佐の礼服制が定められた。その後康徳2年4月の服制改正により、ヘルメット型であった礼帽が日本陸軍の正帽と同様のケピ帽型に改められた。
服装の種別については、満洲国陸軍の服装規程では、日本軍の「正装」にあたるものを「礼装」と称し、以下、通常礼装、軍装、略装がある。

### 礼装

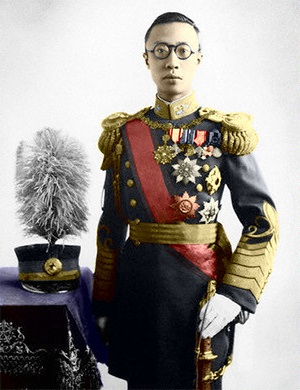
皇帝の陸軍式御服を着用した皇帝。皇帝の御服のみ「正装」の定めがあった。（愛新覚羅溥儀）
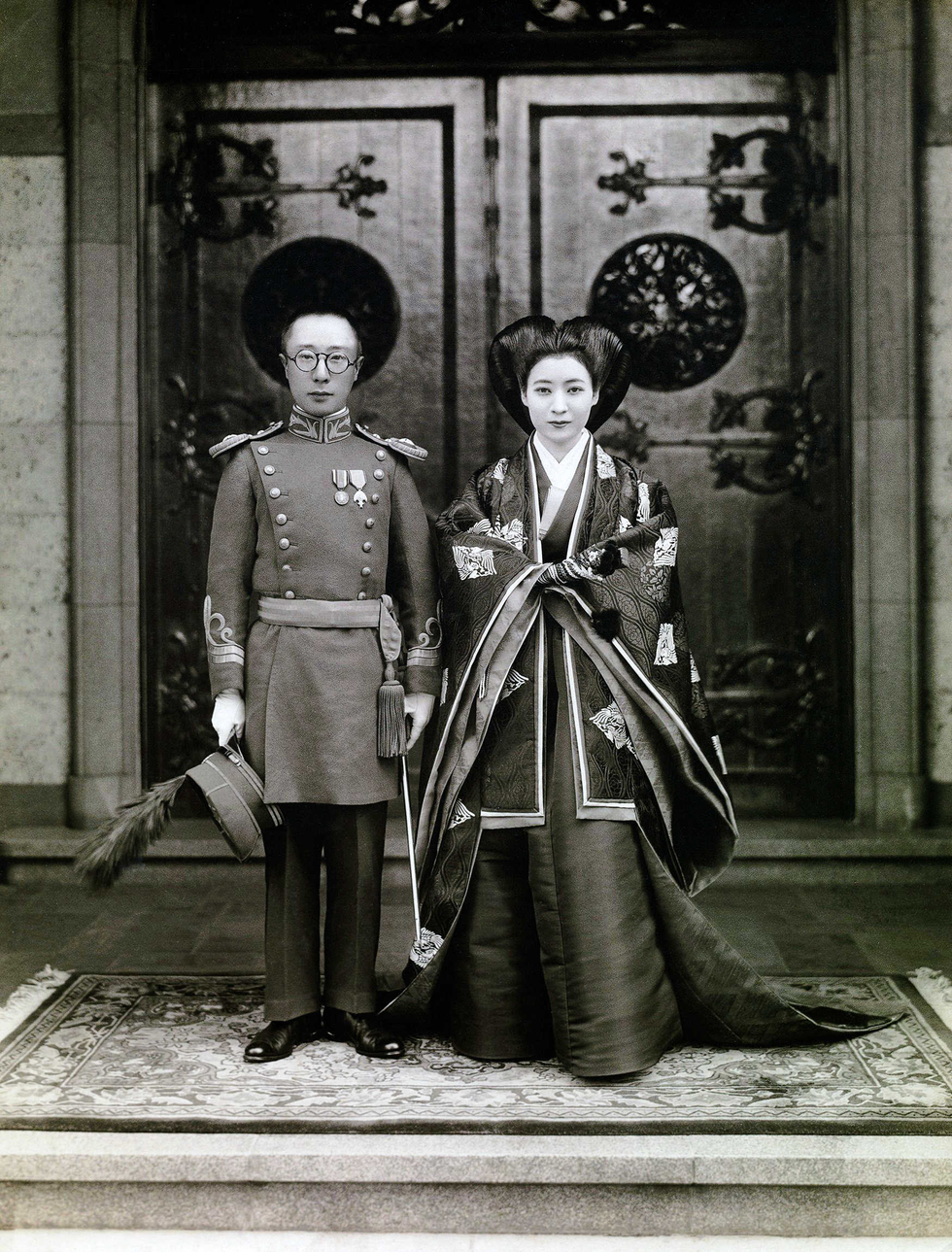
陸軍中尉。愛新覚羅溥傑、1938年4月3日。
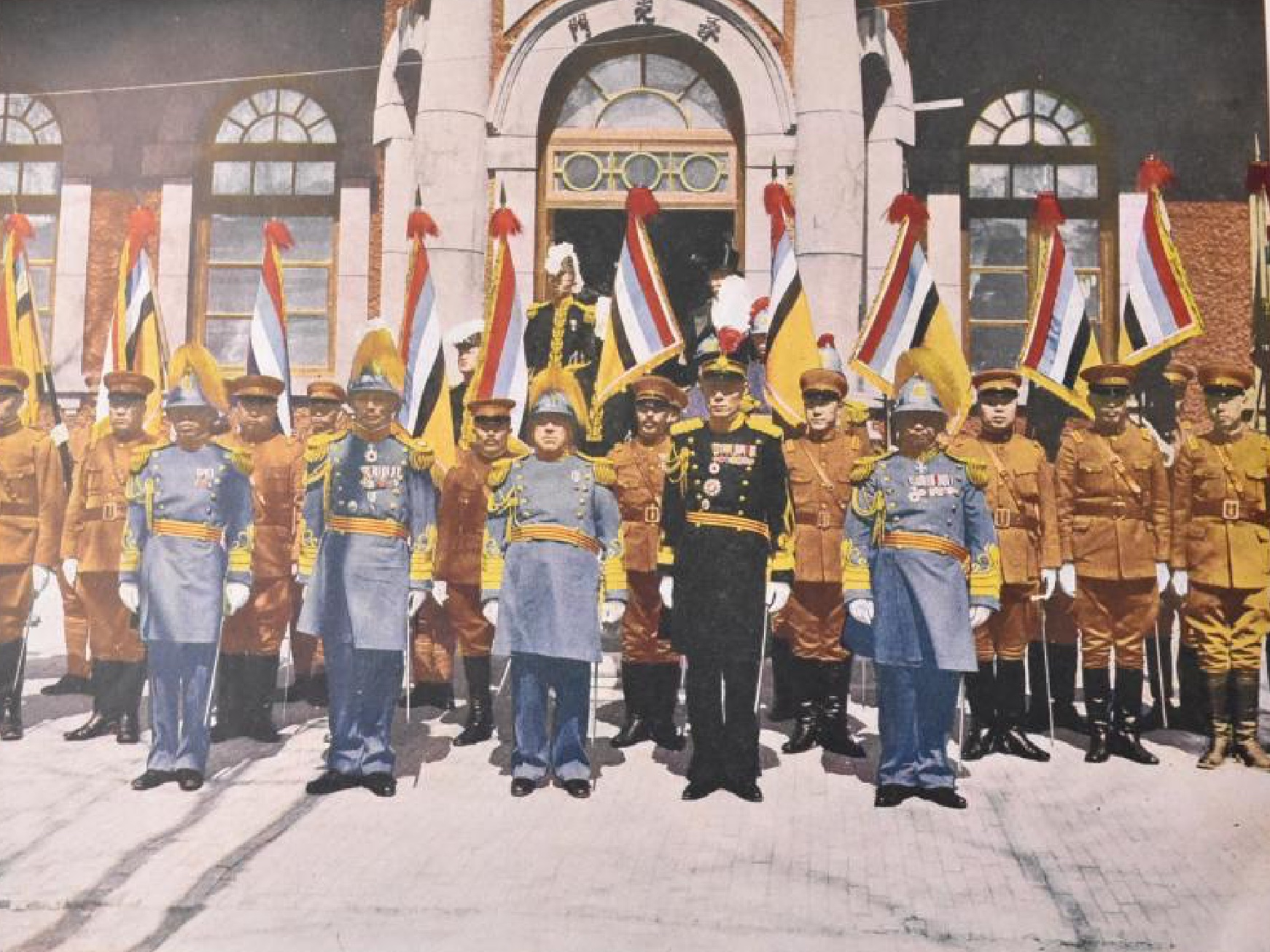
大同3年制式[11]の礼服を着用する将校団（前列右から2人目は日本軍の将校）。
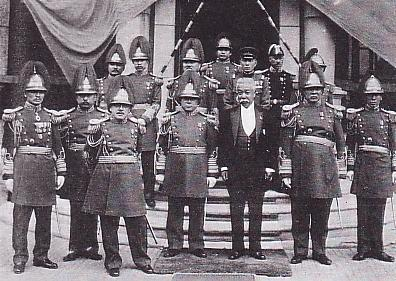
将校団
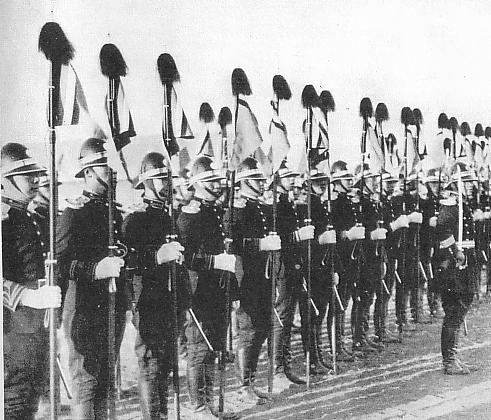
「陸軍儀仗服服制」[14]に基づく礼服を着用する儀仗隊
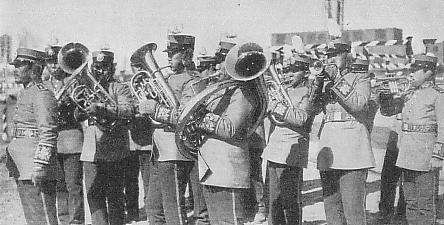
康徳元年制定[15]の軍楽部礼服を着用した軍楽隊

### 軍装・略装

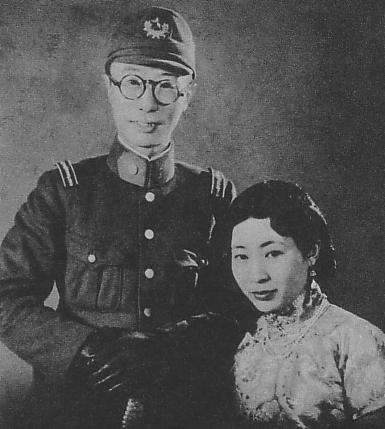
禁衛隊用の帽章が付いた第二種軍帽を着用した尉官（愛新覚羅溥傑）。
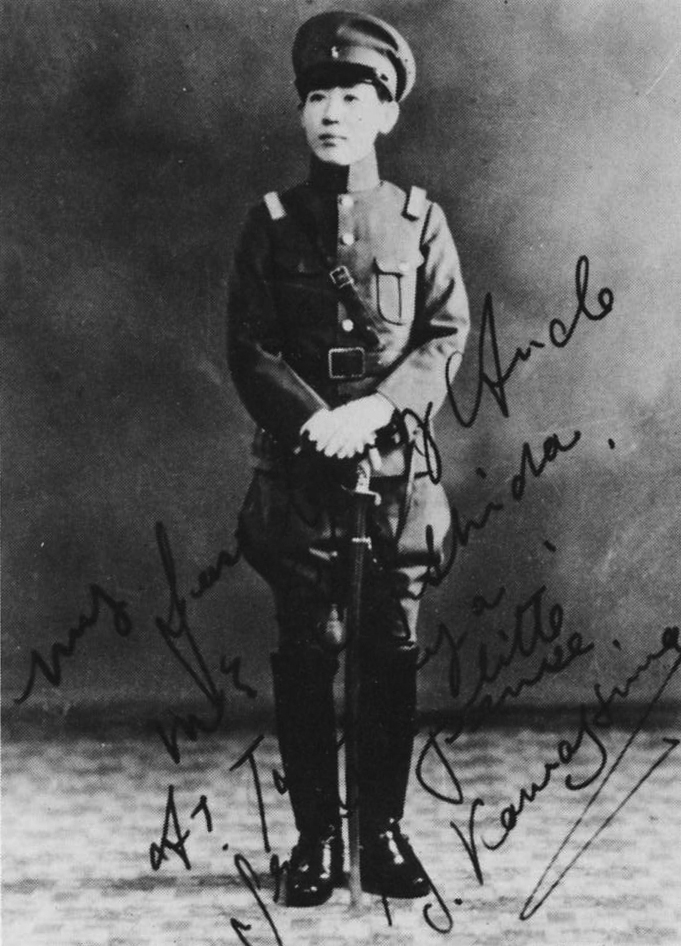
川島芳子。
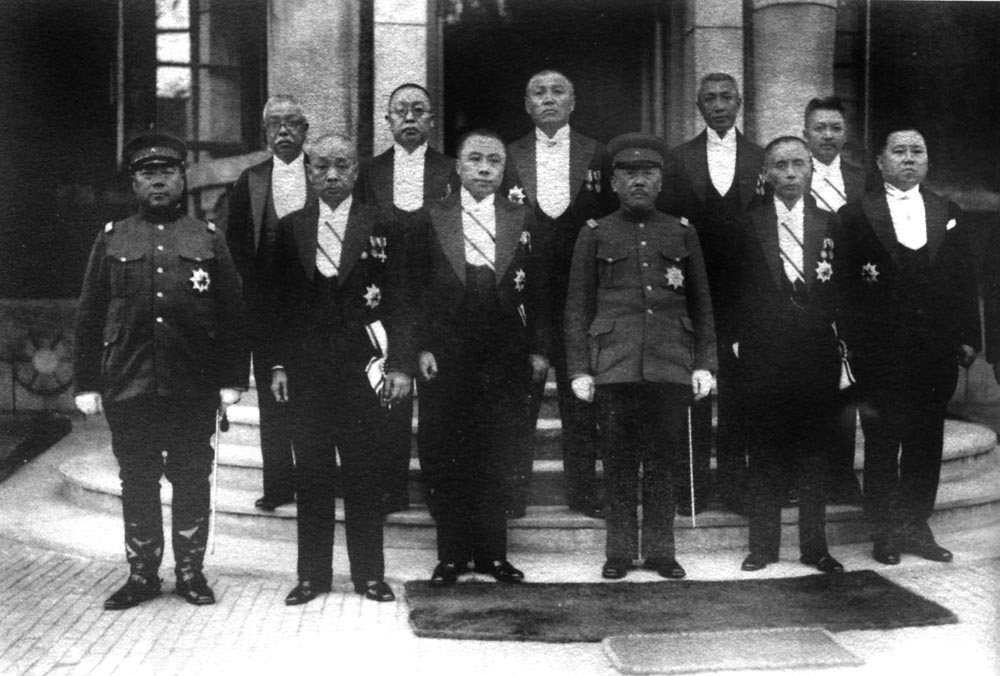
満洲国閣僚の軍人。
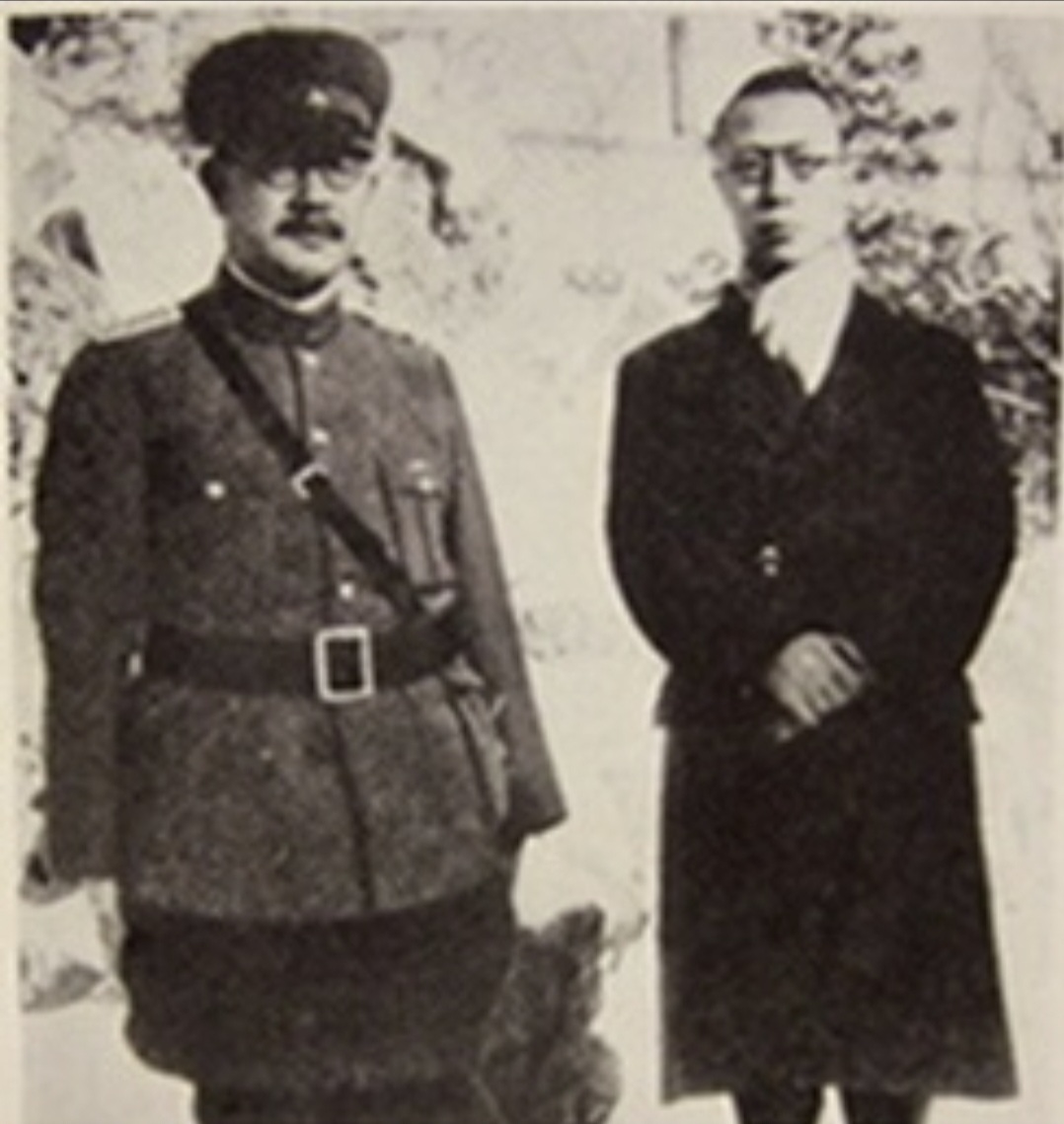
皇帝と陸軍中将（工藤忠）。
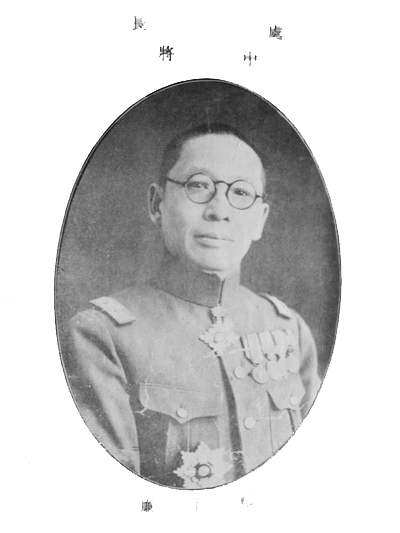
陸軍中将（邢士廉）。
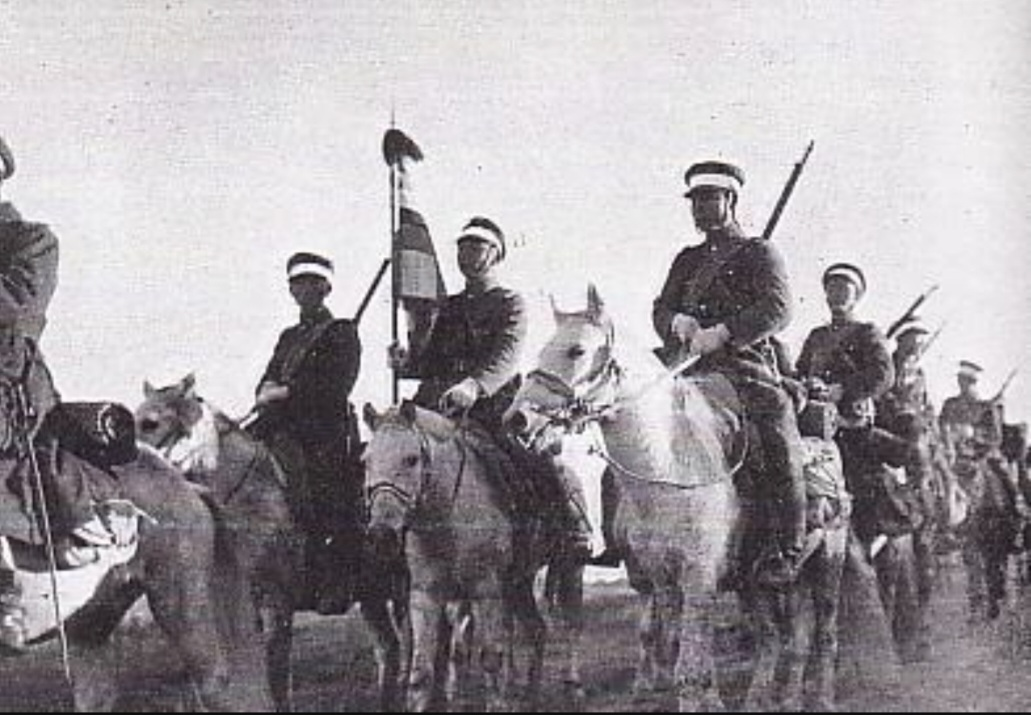
騎兵。演習の彼我識別のためか、軍帽に白帯を巻いている。
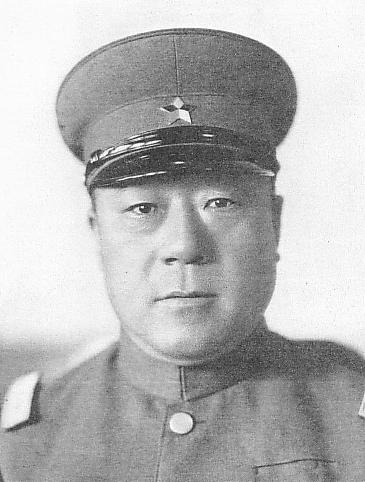
陸軍上将（大将）(于芷山)
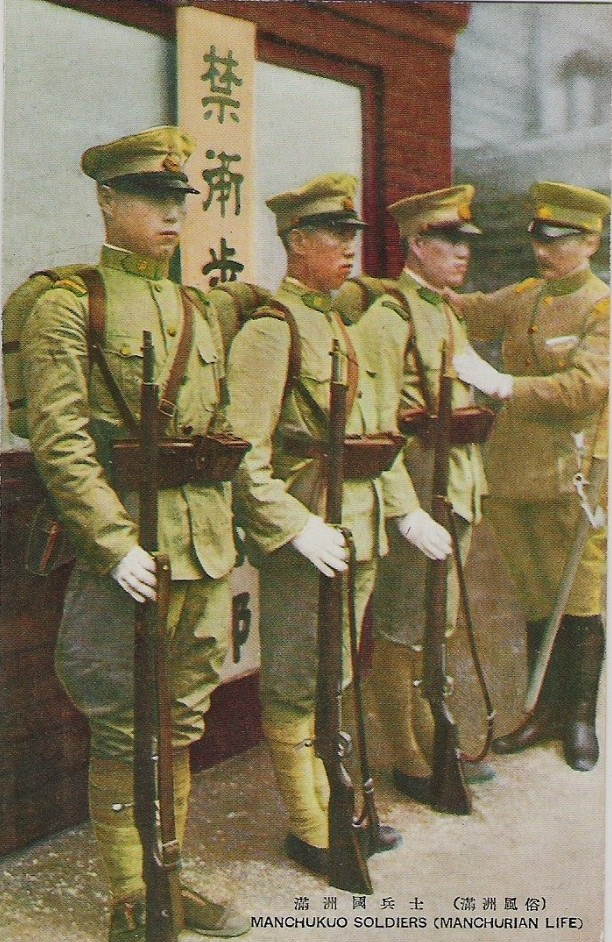
禁衛隊の兵士ら。
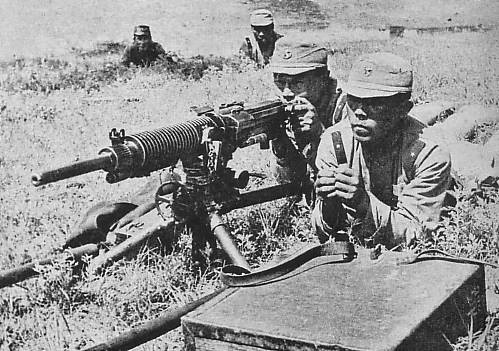
三年式機関銃の訓練を行う陸軍少兵（二等兵）。第二種軍帽を着用。
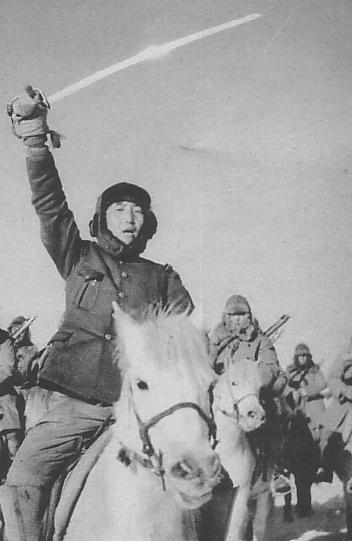
興安軍騎兵。
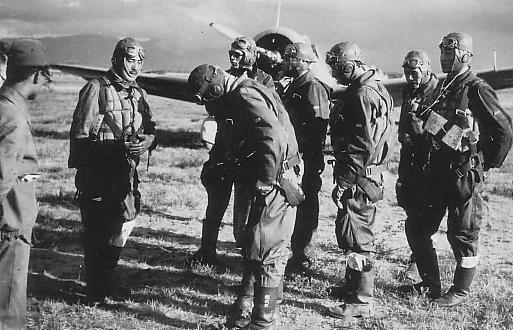
飛行隊の空中勤務者。
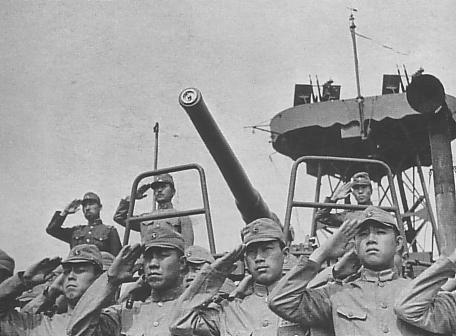
康徳7年に海軍を編制替えして発足した「江上軍」の軍服

## 海軍
海軍の服制は、基本的には旧日本海軍のものと同様であるが、一部分に差異がある。
すなわち、帽章の上部や襟章・肩章に付けられている桜花章が梅花章となっている点や、士官の正衣・軍衣に付いている袖章の環形部が分離している点などである。
このうち袖章の差異については、旧東北艦隊時代の服制の影響を受けたものである。
海軍服制は康徳2年3月に制定され、その後康徳4年4月に改正が行われている。
この改正では、従来銀色金属製打出しの梅花章であった士官軍帽の前章や士官の肩章を、五色七宝製梅花章に改めた。

### 正装

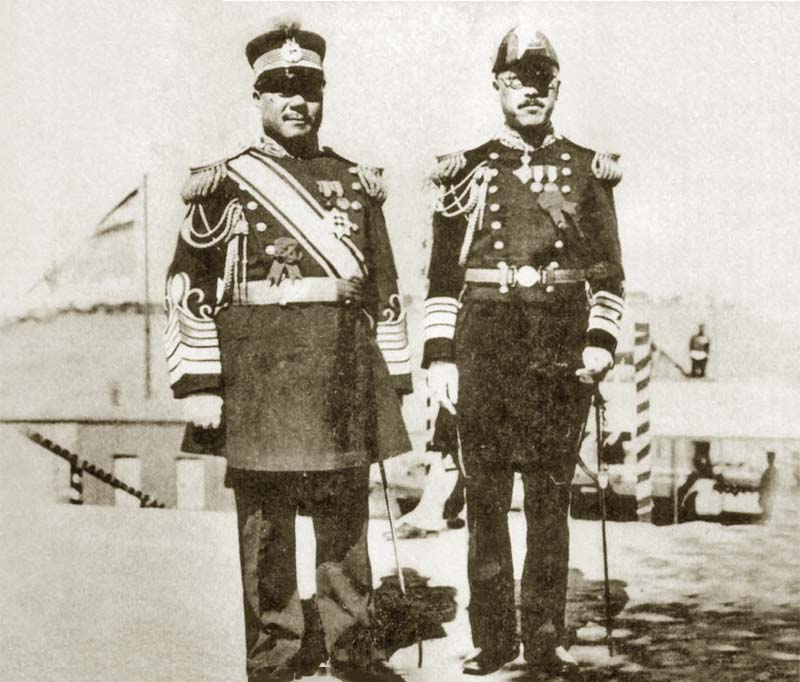
尹祚乾海軍中将（右）。左は陸軍大将礼装の張景恵軍政部大臣。

### 軍装

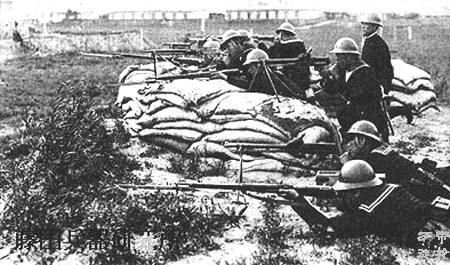
江防艦隊水兵
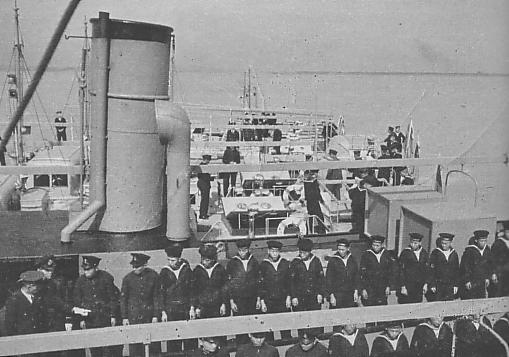
江防艦隊の下士官と水兵。

### 根拠法令等
- 満洲国政府公報　大同元年12月28日第82号 軍令第9号「陸軍服制」 - 112～121コマ
- 満洲国政府公報　大同3年1月27日第321号 軍令第1号「陸軍服制中改正」 - 138～142コマ
- 満洲国政府公報　康徳元年3月1日号外 帝室令第7号「皇帝ノ御服ニ関スル件」・帝室令第8号「陸軍式御服正装制式」 - 27～30コマ
- 満洲国政府公報　康徳元年3月31日 第22号 勅令第23号「陸軍服制中改正」 - 137～140コマ(上記と同じファイル)
- 満洲国政府公報　康徳2年4月1日第314号 帝室令第10号「陸軍式及海軍式御服制式中改正」 - 11～13コマ
- 満洲国政府公報　康徳2年4月1日第314号 勅令第23号「陸軍服制中改正」 - 13～17コマ(上記と同じファイル)
- 満洲国政府公報　康徳2年8月2日第418号 勅令第92号「陸軍服制中改正」 - 38～39コマ
- 満洲国政府公報　康徳3年11月11日第798号 軍令第1号「勤功章並ニ精勤章付与規則」 - 127～128コマ
- 満洲国政府公報　康徳4年5月12日第933号 勅令第85号「陸軍服制中改正」 - 142～147コマ
- 満洲国政府公報　康徳5年1月18日第1138号 治安部令第5号「陸軍服装規程」 - 212～216コマ
- 満洲国政府公報　康徳5年1月18日第1138号 治安部令第6号「陸軍服制第三条ニ依ル服制並ニ装具制式」 - 216～222コマ(上記と同じファイル)
- 満洲国政府公報　康徳7年8月29日第1905号 勅令第214号「陸軍服制改正」 - 364～365コマ
- 満洲国政府公報　康徳8年10月22日 勅令第262号「陸軍服制中改正」 - 223～225コマ
- 満洲国政府公報　康徳2年3月5日号外 勅令第10号「海軍服制」　-　36～59コマ
- 満洲国政府公報　康徳4年4月30日第923号 勅令第64号「海軍服制中改正」 - 369～370コマ
- 駐満海第20号 10.3.8 満洲国海軍服装令の件JACAR(アジア歴史資料センター)Ref.C05034087500、公文備考 昭和10年 C 儀制 巻6(防衛省防衛研究所)

### ウェブサイト
- - 旧東北艦隊時代の海軍士官の礼装が見られる。